# رنين هلمهولتز

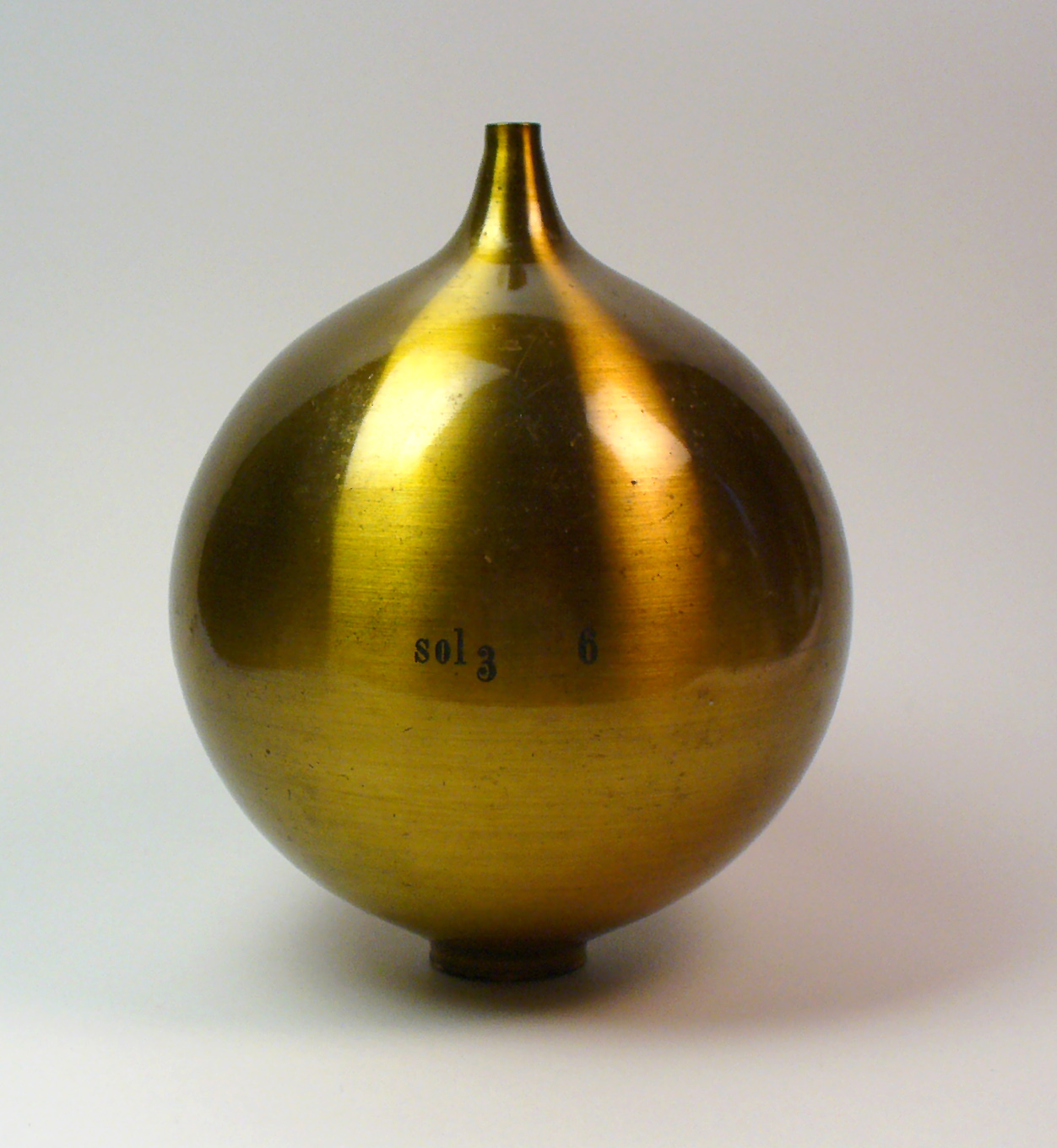
مرنان نُحاس كروي من نوع هلمهولتز، وذلك استنادًا إلى تصميمه الأصلي في حوالي 1890-1900.

رنين هلمهولتز (بالإنجليزية: Helmholtz resonance)‏ هي ظاهرةٌ لرنين الهواء في تجويف، وذلك كما يحدث عندما تنفخُ عبر الجزء العلوي من زجاجةٍ فارغة. سُميَّ برنين هلمهولتز نسبةً إلى الجهاز الذي تم إنشاؤه في عقد 1850 بواسطة هرمان فون هلمهولتز، ويُسمى مرنان هلمهولتز (Helmholtz resonator)، حيثُ استخدمه لتحديد الترددات أو الحدة الموسيقية المُختلفة الموجودة في الموسيقى وغيرها من الأصوات المعقدة.

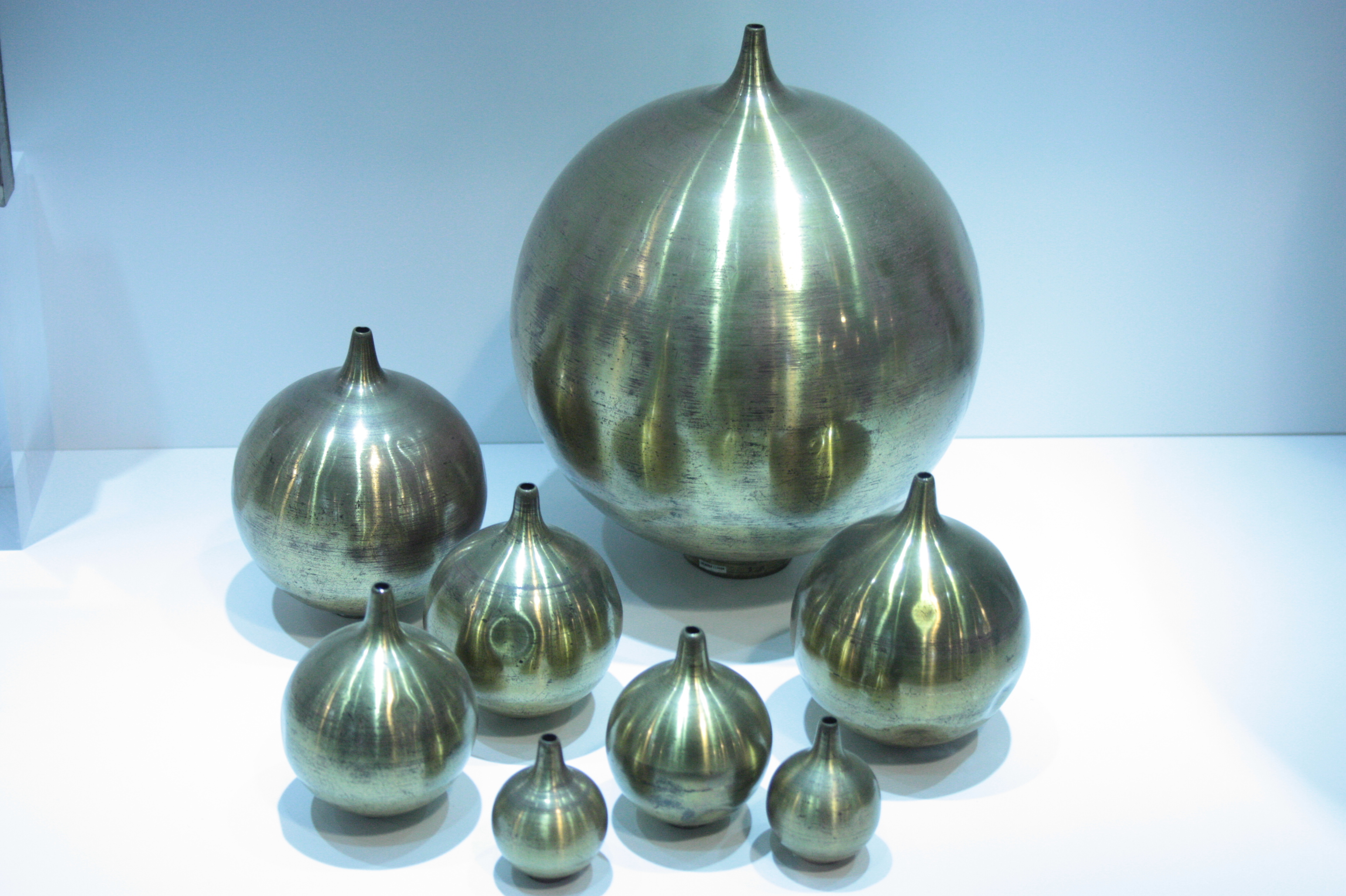
مجموعة مختارة من رنانات هيلمهولتز من عام 1870 ، في متحف ومعرض الفنون Hunterian في غلاسكو. تعمل بالنفخ عتد فوهتها.